# December 26.
December 26. az év 360. (szökőévben 361.) napja a Gergely-naptár szerint. Az évből még 5 nap van hátra.

Névnapok: István + Dienes, Előd, Stefán, Stefánia, Stefi, Zuboly

## Események

### Politikai események
- 0795 – III. Leó pápa megválasztása
- 1476 – Galeazzo Maria Sforzát, Milánó hercegét misére menet három fiatalember megöli, fia (Gian Galeazzo Maria Sforza) lesz Milánó új hercege (aki 1494-ig uralkodik)
- 1704-ben vívták II. Rákóczi Ferenc fejedelem és Siegbert Heister császári generális seregei a nagyszombati ütközetet, ahol a kurucok fegyelmezetlenségük és egy német hadosztály árulása miatt alulmaradtak a labancokkal szemben.
- 1825 – Oroszországban kirobban a dekabristák felkelése a cári önkényuralom ellen
- 1944 – A németek fölrobbantják az Esztergomot és Párkányt összekötő  Mária Valéria hidat.
- 1948 – Letartóztatják Mindszenty József bíborost
- 1991 – Felbomlik a világ legnagyobb területű állama, a kommunista Szovjetunió, megalakul a Független Államok Közössége
- 2007 – Nepál parlamentje a köztársasági államforma kikiáltása mellett dönt

### Tudományos és gazdasági események
- 1925 – Törökországban bevezetik a Gergely-naptárt
- 1942 – Budapesten megkezdődik a villamosközlekedés a Horthy Miklós körtér (ma: Móricz Zsigmond körtér) és a Déli pályaudvar között
- 1974 – Útjára indítják a Szaljut–4 szovjet tudományos célú űrállomást

### Kulturális események

#### Zenei események
- 1830 – Milánóban bemutatják Gaetano Donizetti operáját, az „Anna Bolena”-t.
- 1831 – Milánóban bemutatják Vincenzo Bellini operáját, a „Norma”-t

### Egyéb események
- 2003 – Súlyos földrengés Iránban, Bam városában
- 2004 – Súlyos víz alatti földrengés, majd szökőár Indonézia közelében
- 2004 - A „Karácsonyi szökőár” (cunami vagy tsunami) Ázsia délkeleti részén, több mint 200 000 halott és eltűnt (köztük turisták a világ 10–15 országából), felbecsülhetetlen anyagi kár. A pusztítás központja a szumátrai Aceh tartomány, az érintett országok: India, Banglades, Srí Lanka, Mianmar, Thaiföld, Malajzia, Indonézia, Szomália és Tanzánia.

## Születések
- 1194 – II. Frigyes német-római császár († 1250)
- 1332 – István herceg Károly Róbert legkisebb fia († 1354)
- 1716 – Thomas Gray, angol költő († 1771)
- 1742 – Born Ignác geológus, udvari tanácsos († 1791)
- 1756 – Bernard Germain de Lacépède francia természettudós, politikus († 1825)
- 1770 – Pierre Cambronne vikomt, francia tábornok, I. Napóleon császár hadvezére († 1842)
- 1772 – Johann Simon Conrad evangélikus lelkész, gimnáziumi igazgató-tanár († 1810)
- 1777 – II. Lajos hesseni nagyherceg († 1848)
- 1780 - Mary Somerville brit matematikus, tudományos író († 1872)
- 1791 – Charles Babbage angol matematikus († 1871)
- 1793 – Bogma István magyar író, gazdasági szakíró († 1854)
- 1803 – Friedrich Reinhold Kreutzwald észt költő, író, folklorista, az MTA tagja († 1882)
- 1830 – Balázs Sándor magyar író, újságíró, könyvtáros († 1887)
- 1839 – Hermann August Seger német keramikus, a kemencék hőmérsékletének mérésére alkalmas Seger - gúlák kifejlesztője († 1893)
- 1851 – Hazai Samu (er. Kohn Sámuel) császári és királyi honvéd vezérezredes,  honvédelmi miniszter († 1942)
- 1865 – Róth Miksa magyar iparművész, üvegfestő, mozaikkészítő († 1944)
- 1867 – Abet Ádám magyar költő, műfordító  († 1949)
- 1872 – Schulek János magyar műépítész († 1948)
- 1874 – Norman Angell Nobel-békedíjas angol író, politikus († 1967)
- 1880 – Elton Mayo ausztrál pszichológus († 1949)
- 1883 – Maurice Utrillo francia festőművész († 1955)
- 1886 – Gömbös Gyula katonatiszt, politikus, 1932–1936 magyar miniszterelnök († 1936)
- 1891 – Henry Miller amerikai író († 1980)
- 1893 – Mao Ce-tung tanító, kommunista forradalmár, a Kínai Népköztársaság első elnöke († 1976)
- 1897 – Bolváry Géza magyar filmrendező, forgatókönyvíró, színész († 1961)
- 1898 – Egri Viktor állami díjas szlovákiai magyar író, drámaíró, publicista, érdemes művész († 1982)
- 1906 – Grün Albert magyar rabbi és sémi filológus († 1945)
- 1914 – Richard Widmark amerikai színész († 2008)
- 1922 – Azdrùbal Bayardo uruguay-i autóversenyző († 2006)
- 1927 – Kass János Kossuth- és Munkácsy Mihály-díjas  magyar grafikus, szobrász († 2010)
- 1927 – Kovács Gyula („Mr. Dob”), magyar ütős hangszeres, dzsesszdobos († 1992)
- 1935 – Moises Solana mexikói autóversenyző († 1969)
- 1936 – Trevor Taylor brit autóversenyző († 2010)
- 1939 – Phil Spector amerikai lemezkiadó, producer, zeneszerző († 2021)
- 1943 – Giancarlo Gagliardi olasz autóversenyző
- 1956 – Ábrahám Edit magyar színésznő
- 1958 – Adrian Newey a Red Bull Racing főtervezője
- 1960 – Temuera Morrison új-zélandi színész
- 1962 – Pintér Gábor magyar színész
- 1963 – Lars Ulrich dán zenész
- 1969 – Uj Péter magyar újságíró, a 444.hu internetes újság főszerkesztője
- 1971 – Danyi Judit magyar színésznő
- 1971 – Jared Leto amerikai zenész és színész
- 1972 – Gryllus Dorka magyar színésznő
- 1972 – Varga Ferenc József magyar humorista, kabarészerzó, kabarészínész
- 1977 – Frédéric Dambier francia műkorcsolyázó
- 1978 – Mercs János magyar színész
- 1979 – Klement Zoltán magyar televíziós és rádiós műsorvezető, újságíró
- 1984 – Alex Schwazer olimpiai bajnok olasz gyaloglóatléta
- 1986
  - Csuha Bori magyar színésznő, szinkronszínész
  - Kit Harington angol színész
  - Marina Satti, görög énekesnő, dalszerző, színésznő
- 1990 – Andy Biersack, a Black Veil Brides zenekar énekese
- 1993 – Rujder Vivien magyar színésznő
- 1999 – Alena Shirmanova-Kostebelova (Aiko), cseh énekesnő, dalszerző

## Halálozások
- 0268 – Dionüsziosz pápa (születési időpontja ismeretlen)
- 0418 – Zószimosz pápa (születési időpont ismeretlen)
- 0795 – I. Adorján pápa
- 1476 – Galeazzo Maria Sforza Milánó hercege (* 1444)
- 1574 – Charles de Guise lotaringiai bíboros, reims-i érsek, (* 1524)
- 1616 – Thurzó György nádor (* 1567)
- 1624 – Simon Marius német csillagász  (* 1573)
- 1736 – Antonio Caldara olasz zeneszerző  (* 1670)
- 1771 – Helvétius francia filozófus, enciklopédista (* 1715)
- 1820 – Joseph Fouché francia politikus, rendőrminiszter, Otranto hercege (* 1759)
- 1867 – Kossics József (Jožef Košič) plébános, etnográfus, író (* 1788)
- 1877 – Bojthor Endre hivatalnok (* 1812)
- 1883 – Ráday Gedeon magyar huszártiszt, politikus és hadügyminiszter (* 1841)
- 1890 – Heinrich Schliemann német kereskedő, bankár, műkedvelő archeológus, (* 1822)
- 1906 – Zichy Jenő politikus, Ázsia-kutató, akadémikus, az Iparegyesület elnöke (* 1837)
- 1909 – Frederic Remington amerikai festőművész, grafikus (* 1861)
- 1931 – Melvil Dewey a könyvtári besorolásra szolgáló Dewey decimális rendszer megalkotója (* 1851)
- 1933 – Anatolij Vasziljevics Lunacsarszkij, bolsevik művelődéspolitikus, esztéta, kritikus, író, műfordító (* 1875)
- 1957 – Artur Malawski lengyel zeneszerző, zenepedagógus és karmester (* 1904)
- 1958 – Kováts Terus magyar színésznő, érdemes művész (* 1897)
- 1972 – Harry S. Truman az Amerikai Egyesült Államok 33. elnöke (* 1884)
- 1972 – Domján Edit Jászai Mari-díjas magyar színésznő (* 1932)
- 1974 – Jack Benny amerikai komédiás (* 1894)
- 1974 – Csorba Géza szobrászművész (* 1892)
- 1979 – Helmut Hasse német matematikus (* 1898)
- 1985 – Dian Fossey amerikai etológus, (* 1932)
- 1987 – László Endre magyar rendező, író, festőművész, rádiós (* 1900)
- 1991 – Hornok László magyar kertészmérnök, egyetemi oktató (* 1941)
- 1992 – Jan Flinterman holland autóversenyző (* 1919)
- 1992 – Kemény János amerikai magyar matematikus, (* 1926)
- 1994 – Sylva Koscina horvát születésű olasz színésznő (* 1933)
- 2000 – Jason Robards (Jr). amerikai színész (* 1922)
- 2004 – Farády István színművész (* 1951)
- 2006 – Bogár István zeneszerző (* 1937)
- 2006 – Gerald Ford az Amerikai Egyesült Államok 38. elnöke (* 1913)
- 2010 – Királyi Ernő magyar politikus, gazdasági szakember (* 1926)
- 2013 – Eggerth Márta magyar énekesnő, színésznő (* 1912)
- 2015 – Bősze György Déryné- és Aase-díjas magyar színész (* 1941)
- 2021 – Desmond Tutu Nobel-békedíjas dél-afrikai anglikán egyházi vezető, emberi jogi aktivista (* 1931)

## Nemzeti ünnepek, emléknapok, világnapok
→Sablonvita:Ünnepek/12-26:
- karácsony második napja
- Szent István vértanú ünnepe a katolikus egyházban[1]
- a függetlenség napja Szlovéniában[2]